# Derrick Clark
Derrick Bryan Clark (27 tháng 12 năm 1935 – 1985) là một cầu thủ bóng đá người Anh có 5 lần ra sân ở Football League thi đấu ở vị trí tiền đạo cho Darlington.